# Superfast III
Le Superfast III (en grec : Σουπερφαστ III, Souperfast III) est un ferry rapide appartenant à la compagnie grecque Superfast Ferries. Construit entre 1999 et 2000 aux chantiers suédois Shipyard Brucen de Landskrona et achevé aux chantiers norvégiens Fosen Mekaniske Verksteder de Rissa, il était à l'origine baptisé Olympic Champion (en grec : Ολύμπικ Τσάμπιον, Olýmpik Tsámpion) et constituait la première commande de navire neuf de la compagnie ANEK Lines. Mis en service en novembre 2000, il naviguait alors sur les liaisons de la compagnie crétoise entre la Grèce et l'Italie et occasionnellement entre Le Pirée et la Crète. À l'occasion du rachat d'ANEK fin 2023 par le groupe Attica, il est transféré en février 2024 dans la flotte de Superfast Ferries.

## Histoire

### Origines et construction
À la fin des années 1990, les lignes maritimes reliant la Grèce et l'Italie sont largement dominées par les compagnies Superfast Ferries et Minoan Lines. Depuis 1995 et l'arrivée de Superfast et de ses deux navires rapides, les deux armateurs se livrent une véritable course à la vitesse qui se caractérise par la mise en service successive d'unités imposantes et capables de transporter un grand nombre de passagers à des vitesses d'environ 27 nœuds. De son côté, la compagnie crétoise ANEK Lines, concurrent historique de Minoan Lines sur les lignes greco-italiennes, se retrouve très désavantagée face à cette nouvelle tournure. Malgré une flotte performante, renforcée en 1997 avec l'arrivée des jumeaux Kriti I et Kriti II, et comptant notamment le gigantesque ferry El. Venizelos, ANEK Lines ne parvient pas à s'imposer sur le plan de la vitesse, principal atout de ses rivaux. C'est cette situation qui va encourager la compagnie crétoise à passer commande de deux navires rapides jumeaux présentant des caractéristiques similaires à celles des unités de Superfast et de Minoan. 
Baptisés dans un premier temps Kriti III et Kriti IV, les futurs navires sont commandés au constructeur suédois Shipyard Brucen qui a conçu et réalisé les navires rapide de Minoan Lines quelques années auparavant. Les futures unités d'ANEK Lines s'en inspireront largement. Ainsi, leur conception fait état d'une version plus aboutie des jumeaux Ikarus et Pasiphae avec une apparence similaire et une disposition quasi identique des installations. Quelques différences apparaîtront toutefois, telles que les sabords et des ouïes latérales qui arborent un aspect plus circulaire mais aussi le choix d'un appareil propulsif plus puissant, nécessaire afin de garantir une vitesse de 27 nœuds. Malgré une conception plus orientée sur le modèle du navire mixte, ce seront les capacités passagère et véhicule qui primeront au détriment de celle du fret, limitée à seulement 90 remorques, ce qui est très faible au regard de la surface consacrée au garage.
Première commande de navire neuf passée par ANEK Lines, le Kriti III est mis sur cale à Landskrona le 14 septembre 1999. Lancé le 14 avril 2000, sa coque est ensuite acheminée aux chantiers Fosen Mekaniske Verksteder de Rissa, en Norvège, où s'effectuent les finitions. Au terme de six mois de travaux, le navire est livré à ANEK Lines le 17 octobre 2000 sous le nom d‘Olympic Champion.

### Service

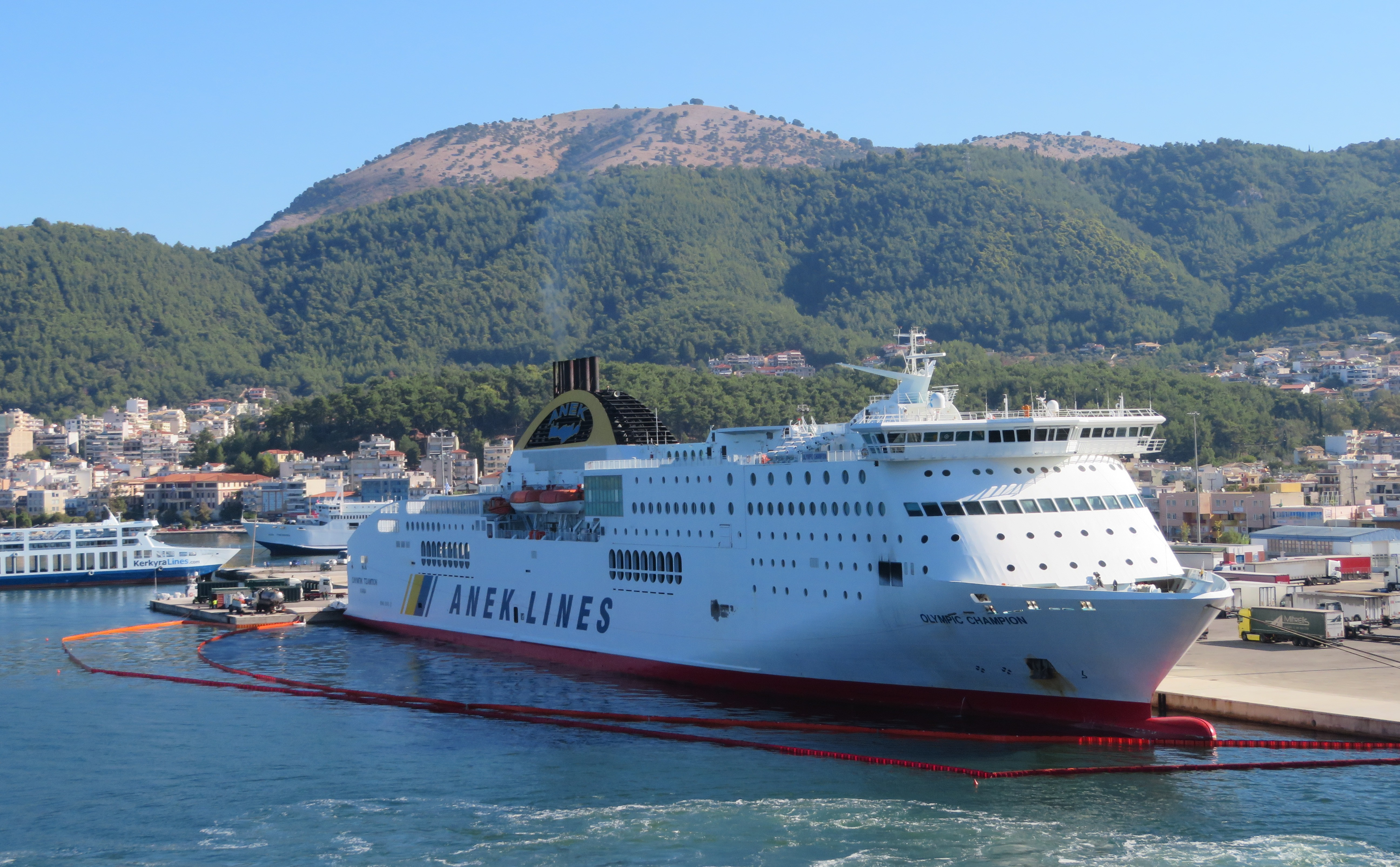
L‘Olympic Champion immobilisé après avoir été victime d'un incendie au niveau de son garage en septembre 2019.

Après avoir quitté la Norvège pour rejoindre la Grèce, l‘Olympic Champion est mis en service le 15 novembre 2000 entre Patras, Igoumenitsa et Ancône. En mai 2001, il est rejoint par son sister-ship l‘Hellenic Spirit. L'arrivée des deux navires permet à ANEK Lines de se maintenir au niveau de ses concurrents.
En février 2011, le navire, à l'instar de plusieurs autres unités de la flotte, est affrété par le gouvernement chinois afin d'évacuer leurs ressortissants présents en Libye alors en proie à une violente guerre civile. L‘Olympic Champion réalise dans ce cadre deux voyages entre Benghazi et Héraklion entre le 24 et le 27 février, conjointement avec son sister-ship, permettant l'évacuation de 4 500 travailleurs chinois débarqués en Grèce afin qu'ils puissent regagner la Chine par avion. 
Le 28 septembre 2019, alors que le navire vient de quitter Igoumenitsa pour rejoindre Venise, un incendie se déclare au niveau du garage supérieur. L'ordre est alors donné de regagner le port. De retour à quai, les 538 passagers sont évacués tandis que l'équipage et les pompiers s'affairent à combattre les flammes. L'incendie sera vite maitrisé grâce à l'activation immédiate des systèmes de sécurité du navire.

## Aménagements
L‘Olympic Champion possède 11 ponts. Si le navire s'étend en réalité sur 12 ponts, l'un d'entre eux est inexistant au niveau des garages pour permettre au navire de transporter du fret. Les locaux des passagers se situent sur les ponts 6, 7, 8, 9 et 10 tandis que ceux de l'équipages occupent le pont 11. Les ponts 2, 3, 4 et 6 abritent quant à eux les garages.

### Locaux communs
Conçu pour de longues traversées, l‘Olympic Champion possède de confortables installations parmi lesquelles se trouvent, majoritairement sur le pont 9, un bar-salon situé au milieu du côté bâbord, un restaurant situé à l'avant bâbord, un self-service à l'avant tribord, un espace de restauration rapide à la poupe, un bar-piscine à proximité, une galerie marchande ainsi qu'une discothèque sur le pont 10.

### Cabines
L‘Olympic Champion dispose de 808 couchettes réparties dans une centaine de cabines privatives situées majoritairement sur les pont 6, 7, 8 et 10, vers l'avant du navire. Internes ou externes, elles peuvent loger jusqu'à quatre personnes et sont toutes pourvues de sanitaires privés avec douche, WC et lavabo. Certaines d'entre elles sont des suites situées au pont 10. À l'arrière du pont 8, un salon fauteuils est aussi présent.

## Caractéristiques
L‘Olympic Champion mesure 204,65 mètres de long pour 26,12 mètres de large, son tirant d'eau est de 6,75 mètres et sa jauge brute est de 32 694 UMS. Le navire peut embarquer 1 850 passagers et possède un garage de 2 200 mètres linéaires de roll pouvant contenir 654 véhicules et accessible par deux portes-rampes arrières. Il possède quatre moteurs diesel Wärtsilä-NSD 12V46C développant une capacité de 50 400 kW entraînant deux hélices à pas variable faisant filer le bâtiment à plus de 27 nœuds. Le navire est aussi doté de deux propulseurs d’étrave et d'un stabilisateur anti-roulis à deux ailerons rétractables. Le navire est pourvu de quatre embarcations de sauvetages fermées de grande taille, complétées par une embarcation semi-rigide ainsi que de nombreux radeaux pneumatiques.

## Lignes desservies
Depuis sa mise en service, l‘Olympic Champion navigue essentiellement entre la Grèce et l'Italie sur la liaison Patras - Igoumenitsa - Ancône. Il dessert de manière occasionnelle le port de Venise ainsi que les liaisons reliant Le Pirée et la Crète.